# Fărcășești, Gorj
Fărcășești este satul de reședință al comunei cu același nume din județul Gorj, Oltenia, România. Se află în partea de est a județului, Oltenia, România.

## Personalități locale
Victor Popescu (1886 - 1970), partizan român din Primul Război Mondial care a luptat împotriva germanilor, este originar din Fărcășești (sat cunoscut cândva și ca Valea cu Apă).

## Vezi și
- Biserica de lemn Sf. Ioan Botezătorul din Fărcășești